# Miroslav Stoch
Miroslav Stoch (ur. 19 października 1989 w Nitrze) – słowacki piłkarz, grający na pozycji pomocnika lub napastnika w czeskim klubie Motorlet Praga.

## Kariera klubowa
Stoch w 1995 został zawodnikiem FC Nitra. Pierwsze mecze rozegrał dla tego klubu w sezonie 2005/06 (łącznie trzy występy w Extralidze). W 2006 młody piłkarz trafił do Akademii Chelsea i występował w niej dwa lata. Pierwszy raz bliski powołania do kadry meczowej pierwszej drużyny był we wrześniu 2007 na spotkanie z Hull City, na które nowy trener, Awraham Grant, rozważał zabranie jednego z trzech młodych graczy. Ostatecznie desygnowany został Scott Sinclair, który strzelił jedną z czterech bramek.
1 sierpnia 2008 Stoch podpisał z Chelsea profesjonalny kontrakt. Otrzymał koszulkę z numerem 43. Jeszcze w sierpniu pojawiła się oferta wypożyczenia młodego zawodnika do Reading FC. Kluby mogłyby osiągnąć porozumienie za sprawą Brendana Rodgersa, byłego gracza i dyrektora akademii Reading, pełniącego wówczas rolę trenera rezerw Chelsea. Do transferu jednak nie doszło, dlatego Stoch pozostał w zespole. Zadebiutował w nim, a zarazem w Premier League, 30 listopada, kiedy to w 80. minucie meczu z Arsenalem wszedł na boisko za Portugalczyka Deco. Wcześniej siedział na ławce rezerwowych w m.in., spotkaniu Ligi Mistrzów z CFR Cluj, ale nie zadebiutował wtedy w europejskich pucharach. Sezon 2008/09 zakończył z czterema ligowymi występami na koncie. Zagrał również w spotkaniu Pucharu Anglii z Watford, które Chelsea wygrała 3:1, a hat tricka zdobył wówczas Nicolas Anelka. W lidze klub Stocha uplasował się na trzecim miejscu, przegrywając walkę o mistrzostwo z Manchesterem United i Liverpoolem. Zwyciężył za to w finale krajowego pucharu, pokonując 2:1 Everton po golach Didiera Drogby i Franka Lamparda (Stoch w meczu nie zagrał, ani nie pojawił się w meczowej kadrze).
Latem 2009 Stoch został wypożyczony do FC Twente. W holenderskim zespole zadebiutował 1 sierpnia w wygranym 2:0 meczu ze Spartą Rotterdam. 20 września strzelił swoje pierwsze gole w barwach nowego klubu – dwukrotnie pokonał bramkarza Sc Heerenveen i zapewnił Twente zwycięstwo 2:0. Dwie bramki zdobył również w pojedynku z NAC Breda, a cały sezon zakończył z 10 trafieniami w 32 ligowych meczach. Wraz z holenderskim klubem w sezonie 2009/10 został mistrzem Holandii. W barwach Twente po raz pierwszy wystąpił również w europejskich pucharach – we wrześniu 2009 roku zagrał w pojedynku z Fenerbahçe SK, w ramach Ligi Europy. W listopadowym meczu przeciwko Sheriffowi Tyraspol zdobył natomiast swoje pierwsze bramki – dwukrotnie pokonał bramkarza rywali, Stanislava Namașco.
W maju 2010 Stoch powrócił do Chelsea i w ośrodku treningowym przeszedł badania medyczne. 10 czerwca 2010 podpisał czteroletni kontrakt z tureckim Fenerbahçe SK.
W 2012 roku zdobył dwie bramki w meczu ligowym przeciwko Genclerbirligi (6:1). Pierwsze z trafień autorstwa Miroslava Stocha zostało nominowane do nagrody im. Ferenca Puskasa, którą FIFA przyznaje za najpiękniejsze trafienie w roku kalendarzowym.
7 stycznia 2013 roku podczas gali w Zurychu, Miroslav Stoch odebrał statuetkę za zwycięstwo we wspomnianym plebiscycie.
W 2013 roku Stoch został wypożyczony do PAOK FC, a w 2014 roku do Al-Ain FC.
W sierpniu 2020 roku Stoch rozwiązał umowę z PAOK FC, a w 2021 podpisał umowę i został zawodnikiem Zagłębie Lubin. W polskiej ekstraklasie zadebiutował 5 lutego 2021, zmieniając Dejana Dražicia w 74. minucie bezbramkowego meczu z Lechem w Poznaniu. 18 maja 2021 odszedł z Zagłębia, rozgrywając wcześniej 8 meczów w ekstraklasie i jeden w Pucharze Polski.
22 września 2021 podpisał roczny kontrakt ze Slovanem Liberec, który wygasł wraz z końcem sezonu 2021/2022. Od sierpnia 2022 Stoch jako wolny agent trenował z trzecioligowym Motorletem Praga, gdzie zadebiutował 17 września.

## Kariera reprezentacyjna
W reprezentacji Słowacji Stoch zadebiutował 10 lutego 2009 w meczu przeciwko Ukrainie. Pierwszego gola zdobył prawie cztery miesiące później – 6 czerwca – w wygranym 7:0 spotkaniu z reprezentacją San Marino. Na początku czerwca 2010 został powołany przez selekcjonera Vladimíra Weissa na Mistrzostwa Świata w RPA. W pierwszym meczu fazy grupowej Słowacja spotkała się z Nową Zelandią i zremisowała 1:1, tracąc gola w 93. minucie. Stoch chwilę wcześniej wszedł na boisko, zmieniając Róberta Vittka. W drugim spotkaniu słowacka reprezentacja nie sprostała Paragwajowi, z którym przegrała 0:2. Ostatni grupowy pojedynek Słowaków przyniósł dużą niespodziankę – pokonali oni obrońców tytułu, Włochów, a Stoch zagrał przez pełne 90 minut. Zwycięstwo zapewniło im drugie miejsce w grupie, gwarantujące awans do 1/8 finału. W nim przegrali 1:2 z Holandią i pożegnali się z turniejem.

## Sukcesy
Chelsea
- Puchar Anglii: 2008/2009

FC Twente
- Mistrzostwo Holandii: 2009/2010

Fenerbahçe
- Süper Lig: 2010–11
- Puchar Turcji: 2011-12
- FIFA Puskás Award: 2012